# Szegedy Mátyás
Szegedy Mátyás (angolul: Matthias Szegedy) (Magyar Királyság, 1825 vagy 1828 — USA, 1862 után) magyar és amerikai szabadságharcos katona.

## Élete
Feltehetően az 1848–49-es szabadságharcban részt vett, ezért kellett a szabadságharc bukása után elmenekülnie Magyarországból. Angliába utazott, s hamarosan Amerikába emigrált. New Yorkba érkezett 1850. július 3-án a Jamestown nevű hajó fedélzetén. Az 1850-es évekbeli amerikai tevékenységét homály fedi, azt lehet tudni, hogy 1860-ban St. Louisban (Missouri) élt, vívómesterként működött, s nem alapított családot.
Részt vett az amerikai polgárháborúban, 1861. december 27-én főhadnagyi rangban sorozták be az 1. számú missouri lovasezred „A” századába. Rövid szolgálat után 1862. február 28-án ismeretlen okból leszerelt.